# Leptosynapta oblonga
Leptosynapta oblonga is een zeekomkommer uit de familie Synaptidae.
De wetenschappelijke naam van de soort werd in 1988 gepubliceerd door Gustave Cherbonnier.